# Lison-Pramaggiore Cabernet sauvignon
Il Lison-Pramaggiore Cabernet sauvignon è uno dei vini cui è riservata la DOC Lison-Pramaggiore.

## Caratteristiche organolettiche
- colore: rubino intenso.
- odore: vinoso, caratteristico, erbaceo profumo spiccato e persistente.
- sapore: asciutto, pieno, erbaceo, vellutato.

## Produzione
Provincia, stagione, volume in ettolitri
- Pordenone  (1992/93)  12,6
- Pordenone  (1993/94)  12,6
- Pordenone  (1994/95)  76,47
- Pordenone  (1995/96)  64,12
- Pordenone  (1996/97)  190,06
- Treviso  (1990/91)  142,66
- Treviso  (1991/92)  183,68
- Treviso  (1992/93)  186,55
- Treviso  (1993/94)  179,69
- Treviso  (1994/95)  183,12
- Treviso  (1995/96)  123,97
- Treviso  (1996/97)  144,76
- Venezia  (1990/91)  310,38
- Venezia  (1991/92)  1653,16
- Venezia  (1992/93)  1831,34
- Venezia  (1993/94)  2135,03
- Venezia  (1994/95)  2281,93
- Venezia  (1995/96)  2418,46
- Venezia  (1996/97)  4153,39